# AM to PM
«AM to PM» es el primer sencillo de la cantante Christina Milian que se desprende de su álbum homónimo. El sencillo hizo que Christina diera un gran salto en MTV, el sencillo fue producido por Bloodshy & Avant volviéndose un hit mundial colocándose como #27 en la Billboard Hot 100 y #3 en el Reino Unido. El videoclip de este sencillo fue dirigido por Dave Meyers.

## Video musical
El videoclip comienza cuando Christina se levanta de su cama para escaparse esa noche. Ella se prepara para salir de su casa sin permiso. Ella apaga la alarma, se esconde de su mamá colgándose de una escalera. Luego detiene los ladridos de su perro aventándole un hueso, para salir con éxito de su casa. Cuando sale recoge el bolso que arrojo de su cuarto donde tenía la ropa para irse a festejar y luego salta a la parte trasera del auto de sus amigos. Cuando llega ella con sus amigos al club pasan por alto la fila de entrada y le muestran al portero un beeper con las palabras AM To PM. Ella y sus amigos al entrar al club comienzan a bailar. Ella comienza a bailar en un escenario y de fondo hay un montón de bailarines. Después de la fiesta ella y sus amigos se van. Ella entra por la parte de atrás de su casa. Su padre está leyendo el periódico y su pedro ladrando otra vez. Ella corre y entra por la puerta trasera de la casa. Luego ella corre hasta su habitación y salta a su cama justo cuando su padre va a verificar que ella está durmiendo y ella lo aparente. Luego ella se despierta y dice las palabras “From AM To PM” y finaliza el videoclip.

## Anécdota
Kevin Federline (exesposo de Britney Spears) aparece bailando en el video.
- Datos: Q2006071